# Dummer, New Hampshire
Se även Dummer i Hampshire, England
Dummer är en kommun (town) i Coos County i delstaten New Hampshire, USA. Vid folkräkningen år 2000 bodde 309 personer på orten. Den har enligt United States Census Bureau en area på totalt 127 km² varav 3,4 km² är vatten.